# Angical
Angical är en kommun i Brasilien.   Den ligger i delstaten Bahia, i den östra delen av landet, 500 km nordost om huvudstaden Brasília. Antalet invånare är 14 073.
Omgivningarna runt Angical är huvudsakligen savann. Runt Angical är det mycket glesbefolkat, med 7 invånare per kvadratkilometer.